# Abetone
Abetone est une frazione (un hameau) de la commune (comune sparso) d'Abetone Cutigliano, située dans la province de Pistoia, dans la région de la Toscane.

## Géographie
- La Réserve naturelle d'Abetone
- Le Jardin botanique de la forêt d'Abetone

## Cyclisme
Abetone a accueilli plusieurs étapes du Tour d'Italie :
- la neuvième étape du giro 2000 remportée par Francesco Casagrande, endossant le maillot rose pour plusieurs jours
- la cinquième étape du giro 2015. À l'issue de cette ascension finale, Jan Polanc franchissait la ligne en vainqueur tandis que Fabio Aru, Alberto Contador, Richie Porte et Mikel Landa se neutralisaient.

## Personnalités liées a la commune
- Celina Seghi (1920-2022), skieuse italienne.